# José María Arizmendiarrieta
Padre José María Arizmendiarrieta Madariaga (Barinaga, 22 de abril de 1915 - Arrasate, 29 de novembro de 1976) foi um sacerdote católico e fundador do movimento Corporação Mondragon, no País Basco, Espanha.
Arizmendiarrieta, cujo nome é muitas vezes abreviado para "Arizmendi", nasceu em Barinaga, Markina-Xemein, Biscaia, sendo o filho mais velho de uma família modesta. Ele perdeu um olho em um acidente de infância, então não pôde ser soldado. Em vez disso, ele trabalhou como jornalista para jornais de língua basca. Suas ações o levaram a ser preso após a Guerra Civil Espanhola e ele foi condenado à morte por suas atividades; a lenda diz que ele escapou do pelotão de fuzilamento somente através de uma supervisão administrativa. Liberto, ele voltou aos seus estudos em Vitoria e passou a ser ordenado.[carece de fontes?]
Arizmendi queria continuar seus estudos na Bélgica, mas foi atribuído a uma paróquia perto de sua cidade natal. Ele chegou em Arrasate (em espanhol, Mondragón) em fevereiro de 1941, como um sacerdote de 26 anos de idade recém-ordenado para ser assistente de cura, para encontrar uma cidade que ainda sofria as consequências da guerra civil e do desemprego grave. O padre local tinha sido baleado por forças de Francisco Franco.[carece de fontes?]
Arizmendi não impressionou seu novo rebanho. Seu sacerdote de um olho só lia mal; um paroquiano descreveu-o assim: "Ele falava em um tom monótono com fraseologia intrincada e repetitiva, difícil entender. Ele quase nunca lê com graça.". Eles inicialmente pediram ao bispo para substituí-lo. No entanto, ele estava determinado a encontrar uma maneira de ajudar a sua congregação e percebeu que o desenvolvimento econômico - empregos - era a chave para soluções para os outros problemas da cidade. As cooperativas pareciam a melhor maneira de conseguir isso. Organizações cooperativas, tanto de consumidores quanto de trabalhadores, tinham uma longa tradição no País Basco, mas tinha acabado afastado após a guerra.[carece de fontes?]
Em 1943, Arizmendi criou uma Escola Politécnica, agora a Universidade de Mondragón, um centro educacional democraticamente administrado e aberto a todos os jovens da região. Arizmendi morreu em 1976, em Arrasate.